# Сери, Жан
Жан Мишаэ́ль Сери́ (фр. Jean Michaël Seri; род. 19 июля 1991, Гран-Береби, Бас-Сасандра) — ивуарийский футболист, полузащитник клуба саудовского клуба «Аль-Оруба» и сборной Кот-д’Ивуара.

## Клубная карьера

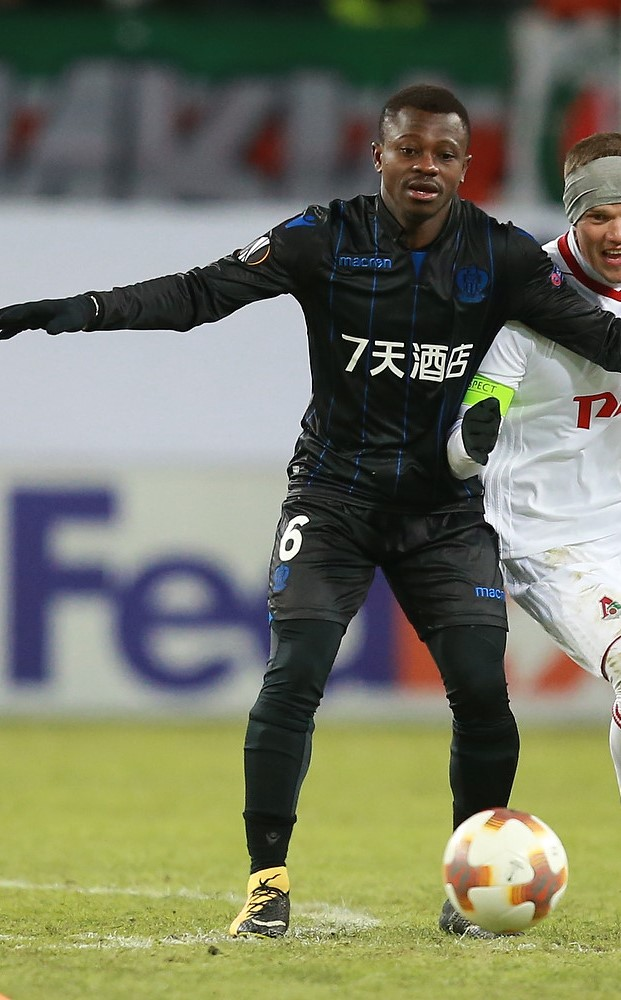
Сери в составе «Ниццы»

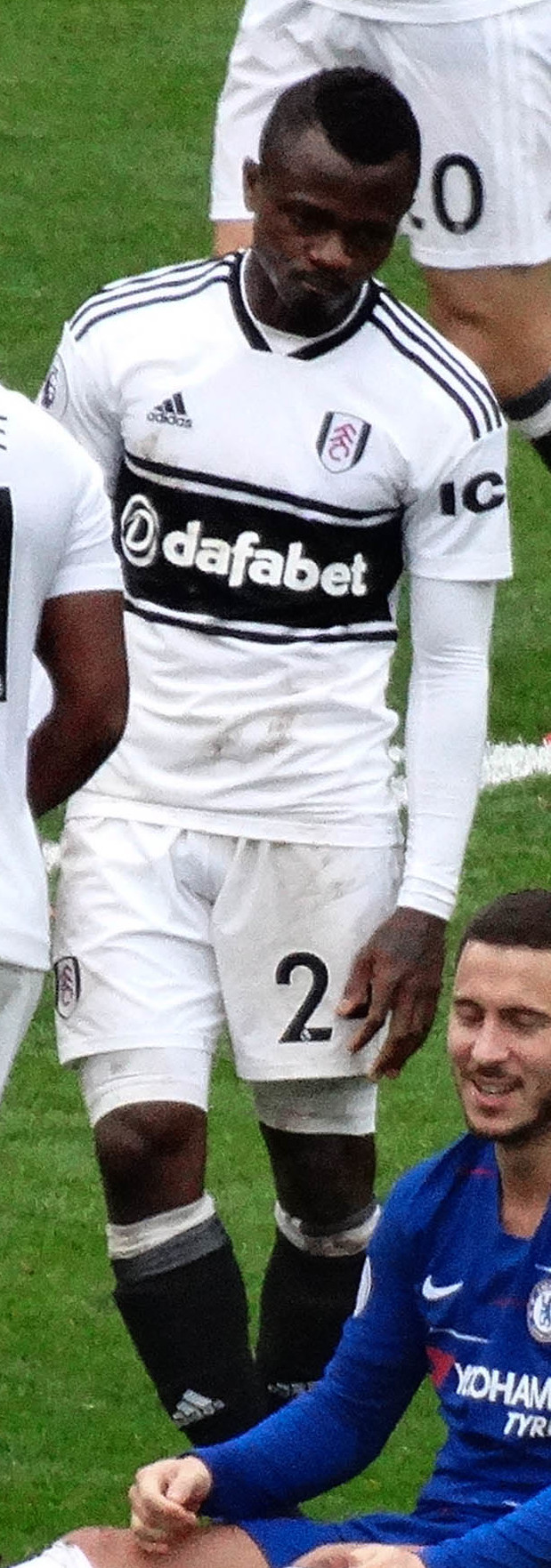
Сери в составе «Фулхэма»

Сери начал карьеру на родине, выступая за АСЕК Мимозас. В конце 2012 года Жан перешёл в португальский «Порту», где из-за высокой конкуренции играл за дублёров. Летом 2013 года в поисках игровой практики Сери перешёл в «Пасуш де Феррейра». 14 сентября в матче против лиссабонской «Бенфики» он дебютировал в Сангриш лиге. 2 марта 2014 года в поединке против «Маритиму» Сери забил свой первый гол за «Пасуш де Феррейра».
Летом 2015 года Жан присоединился к французской «Ницце». Сумма трансфера составила 1 млн евро. 8 августа в матче против «Монако» он дебютировал в Лиге 1. 27 сентября в поединке против «Сент-Этьена» Сери забил свой первый гол за «Ниццу». В мае 2017 года интерес к Жану проявила испанская «Барселона», но трансфер сорвался.
Летом 2018 года Сери перешёл в английский «Фулхэм». Сумма трансфера составила 35 млн фунтов. 11 августа в матче против «Кристал Пэлас» он дебютировал в английской Премьер-лиге. 26 августа в поединке против «Бернли» Жан забил свой первый гол за «Фулхэм». Летом 2019 года Сери на правах аренды перешёл в турецкий «Галатасарай». 16 августа в матче против «Денизлиспора» он дебютировал в турецкой Суперлиге. 22 сентября в поединке против «Ени Малатьяспора» Жан забил свой первый гол за «Галатасарай». В начале 2021 год Сери был арендован «Бордо». 7 февраля в матче против «Бреста» он дебютировал за новую команду. По окончании аренды Жан вернулся в «Фулхэм». 14 августа 2021 года в матче против «Хаддерсфилд Таун» он дебютировал Чемпионшипе.
Летом 2022 года Сери подписал контракт на 3 года с «Халл Сити». 30 июля в матче против «Бристоль Сити» он дебютировал за новую команду. В этом же поединке Жан забил свой первый гол за «Халл Сити».
23 августа 2024 года присоединился к саудовскому клубу «Аль-Оруба».

## Карьера в сборной
27 февраля 2014 года в товарищеском матче против сборной Бельгии Сери дебютировал за сборную Кот-д’Ивуара. 17 ноября 2015 года в отборочном матче чемпионата мира 2018 против сборной Либерии Жан забил свой первый гол за национальную команду.
В 2017 году Сери принял участие в Кубке Африки в Габоне. На турнире он сыграл в матчах против команд Того и Марокко.
Летом 2019 года Сери во второй раз принял участие в Кубке Африки в Египте. На турнире он сыграл в матчах против команд ЮАР и Марокко.
В 2022 году Сери в третий раз принял участие в Кубке Африки в Камеруне. На турнире он сыграл в матчах против команд Экваториальной Гвинеи, Сьерра-Леоне, Алжира и Египта.
В 2024 году Сери стал победителем домашнего Кубка Африки. На турнире он сыграл в матчах против сборных Сенегала, Мали, ДР Конго и Нигерии.

### Голы за сборную Кот-д’Ивуара
| #   | Дата           | Место                                    | Противник | Счёт | Результат | Соревнование                     |
| --- | -------------- | ---------------------------------------- | --------- | ---- | --------- | -------------------------------- |
| 01. | 17 ноября 2015 | Феликс Уфуэ-Буаньи, Абиджан, Кот-д’Ивуар | Либерия   | 3:0  | 3:0       | Чемпионат мира 2018 квалификация |
| 02. | 18 ноября 2018 | Стадион 28 сентября, Конакри, Гвинея     | Гвинея    | 1:1  | 1:1       | Кубок Африки 2019 квалификация   |
| 03. | 19 июня 2019   | Шейх Заид, Абу-Даби, ОАЭ                 | Замбия    | 2:1  | 4:1       | Товарищеский матч                |
| 04. | 13 ноября 2021 | Де Ламити, Котону, Бенин                 | Мозамбик  | 3:0  | 3:0       | Чемпионат мира 2022 квалификация |

## Клубная статистика
| Клуб                 | Сезон      | Лига                    | Лига  | Лига | Кубок | Кубок | Кубок лиги | Кубок лиги | Европа | Европа | Другое | Другое | Итог  | Итог |
| Клуб                 | Сезон      | Дивизион                | Матчи | Голы | Матчи | Голы  | Матчи      | Голы       | Матчи  | Голы   | Матчи  | Голы   | Матчи | Голы |
| -------------------- | ---------- | ----------------------- | ----- | ---- | ----- | ----- | ---------- | ---------- | ------ | ------ | ------ | ------ | ----- | ---- |
| Пасуш де Феррейра    | 2013/14    | Примейра-лига           | 21    | 1    | 2     | 0     | 2          | 0          | 6      | 0      | 2      | 1      | 33    | 2    |
| Пасуш де Феррейра    | 2014/15    | Примейра-лига           | 33    | 1    | 2     | 0     | 0          | 0          | —      | —      | —      | —      | 35    | 1    |
| Пасуш де Феррейра    | Итог       | Итог                    | 54    | 2    | 4     | 0     | 2          | 0          | 6      | 0      | 2      | 1      | 68    | 3    |
| Ницца                | 2015/16    | Лига 1                  | 38    | 3    | 1     | 0     | 2          | 0          | 0      | 0      | —      | —      | 41    | 3    |
| Ницца                | 2016/17    | Лига 1                  | 34    | 7    | 0     | 0     | 1          | 0          | 4      | 0      | —      | —      | 39    | 7    |
| Ницца                | 2017/18    | Лига 1                  | 31    | 2    | 2     | 0     | 1          | 0          | 9      | 0      | —      | —      | 43    | 2    |
| Ницца                | Итог       | Итог                    | 103   | 12   | 3     | 0     | 4          | 0          | 13     | 0      | —      | —      | 123   | 12   |
| Фулхэм               | 2018/19    | Английская Премьер-лига | 32    | 1    | 1     | 0     | 1          | 0          | —      | —      | —      | —      | 34    | 1    |
| Фулхэм               | 2020/21    | Английская Премьер-лига | 0     | 0    | 0     | 0     | 2          | 0          | —      | —      | —      | —      | 2     | 0    |
| Фулхэм               | 2021/22    | Чемпионшип              | 33    | 1    | 1     | 0     | 0          | 0          | —      | —      | —      | —      | 34    | 1    |
| Фулхэм               | Итог       | Итог                    | 65    | 2    | 2     | 0     | 3          | 0          | —      | —      | —      | —      | 70    | 2    |
| Галатасарай (аренда) | 2019/20    | Турецкая Суперлига      | 27    | 2    | 3     | 0     | —          | —          | 6      | 0      | 1      | 0      | 37    | 2    |
| Бордо (аренда)       | 2020/21    | Лига 1                  | 12    | 0    | 1     | 0     | —          | —          | —      | —      | —      | —      | 13    | 0    |
| Халл Сити            | 2022-23    | Чемпионшип              | 37    | 1    | 0     | 0     | 0          | 0          | —      | —      | —      | —      | 37    | 1    |
| Халл Сити            | 2023-24    | Чемпионшип              | 25    | 0    | 0     | 0     | 0          | 0          | —      | —      | —      | —      | 25    | 0    |
| Халл Сити            | Итог       | Итог                    | 62    | 1    | 0     | 0     | 0          | 0          | —      | —      | —      | —      | 62    | 1    |
| Общий итог           | Общий итог | Общий итог              | 323   | 19   | 13    | 0     | 9          | 0          | 25     | 0      | 3      | 1      | 373   | 20   |

1. ↑  Матчи в плей-офф Примейра-лиги
2. ↑  Матч в Суперкубке Турции

## Достижения
«АСЕК Мимозас»
- Чемпионат Кот-д’Ивуара по футболу: 2010
- Обладатель Кубка Кот-д’Ивуара: 2011

«Галатасарай»
- Обладатель Суперкубка Турции: 2019

«Фулхэм»
- Победитель Чемпионшипа: 2021/22

Сборная Кот-д’Ивуара
- Обладатель Кубка африканских наций: 2023